# جو أرسكين
جو أرسكين (بالإنجليزية: Joe Erskine)‏ (17 أكتوبر 1930 بمانهاتن في الولايات المتحدة - 16 يناير 2009 بكريستيانستيد في الولايات المتحدة) هو عداء ألتراماراثون ‏ وملاكم أمريكي، صنّف ضمن فئة وزن الويلتر.

## إحصائيات
خاض خلال مسيرته 11 نزالا، فاز في 4 وتعادل في 1 وخسر في 6.

## روابط خارجية
- جو أرسكين على موقع الاتحاد الألماني للألترا ماراثون (الإنجليزية)
- جو أرسكين على موقع بوكس ريك (الإنجليزية) (registration required)